# سوفیا بکاتورو
سوفیا بکاتورو (یونانی: Σοφία Μπεκατώρου؛ زادهٔ ۲۶ دسامبر ۱۹۷۷) قایقران قایق بادبانی اهل یونان است.